# Parunxia scopifera
Parunxia scopifera är en skalbaggsart som först beskrevs av Johann Christoph Friedrich Klug 1825.  Parunxia scopifera ingår i släktet Parunxia och familjen långhorningar.
Artens utbredningsområde är Uruguay. Inga underarter finns listade i Catalogue of Life.